# 加蒂奈地区特雷耶
加蒂奈地区特雷耶（法語：Treilles-en-Gâtinais，法語發音：[tʁɛj ɑ̃ ɡatinɛ]）是法国卢瓦雷省的一个市镇，位于该省东北部，属于蒙塔日区。

## 地理
加蒂奈地区特雷耶（48°4'43"N, 2°39'35"E）面积13.97 平方千米，位于法国中央-卢瓦尔河谷大区卢瓦雷省，该省份为法国中北部省份，北起埃松省，西北接厄尔-卢瓦省，西南接卢瓦-谢尔省，南至涅夫勒省和谢尔省，东临约讷省，东北接塞纳-马恩省。
与加蒂奈地区特雷耶接壤的市镇（或旧市镇、城区）包括：普雷方丹、科尔基勒鲁瓦、库尔唐皮埃尔、日罗勒、贡德勒维尔、米涅尔。

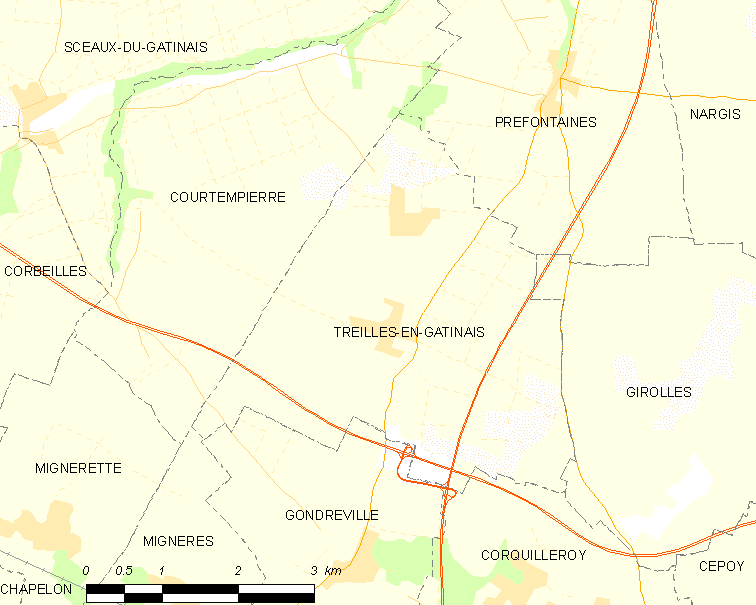
加蒂奈地区特雷耶的OSM定位图

加蒂奈地区特雷耶的时区为UTC+01:00、UTC+02:00（夏令时）。

## 行政
加蒂奈地区特雷耶的邮政编码为45490，INSEE市镇编码为45328。

## 政治
加蒂奈地区特雷耶所属的省级选区为库特奈县。

## 人口

1962-2008年间加蒂奈地区特雷耶人口变化图示

加蒂奈地区特雷耶于2022年1月1日时的人口数量为294人。